# Mons La Hire
El Mons La Hire (Monte La Hire) es una montaña lunar aislada que se encuentra situada en la parte occidental del Mare Imbrium,  al noreste del cráter Euler y al noroeste de Lambert.
El nombre de la montaña hace referencia al matemático y astrónomo francés Philippe de La Hire (1640-1718).
La montaña tiene una base de 10 x 20 km aproximadamente, y una forma algo similar a una punta de flecha, con la punta orientada hacia el noroeste. Su cumbre alcanza una altura de 1500 m por encima del mar. Esta montaña parece ser un vestigio de uno de los anillos montañosos formados por el impacto que causó la creación de la cuenca del Mare Imbrium.
A pocos kilómetros al este se encuentra la cresta arrugada Dorsum Zirkel.

## Cráteres satélite

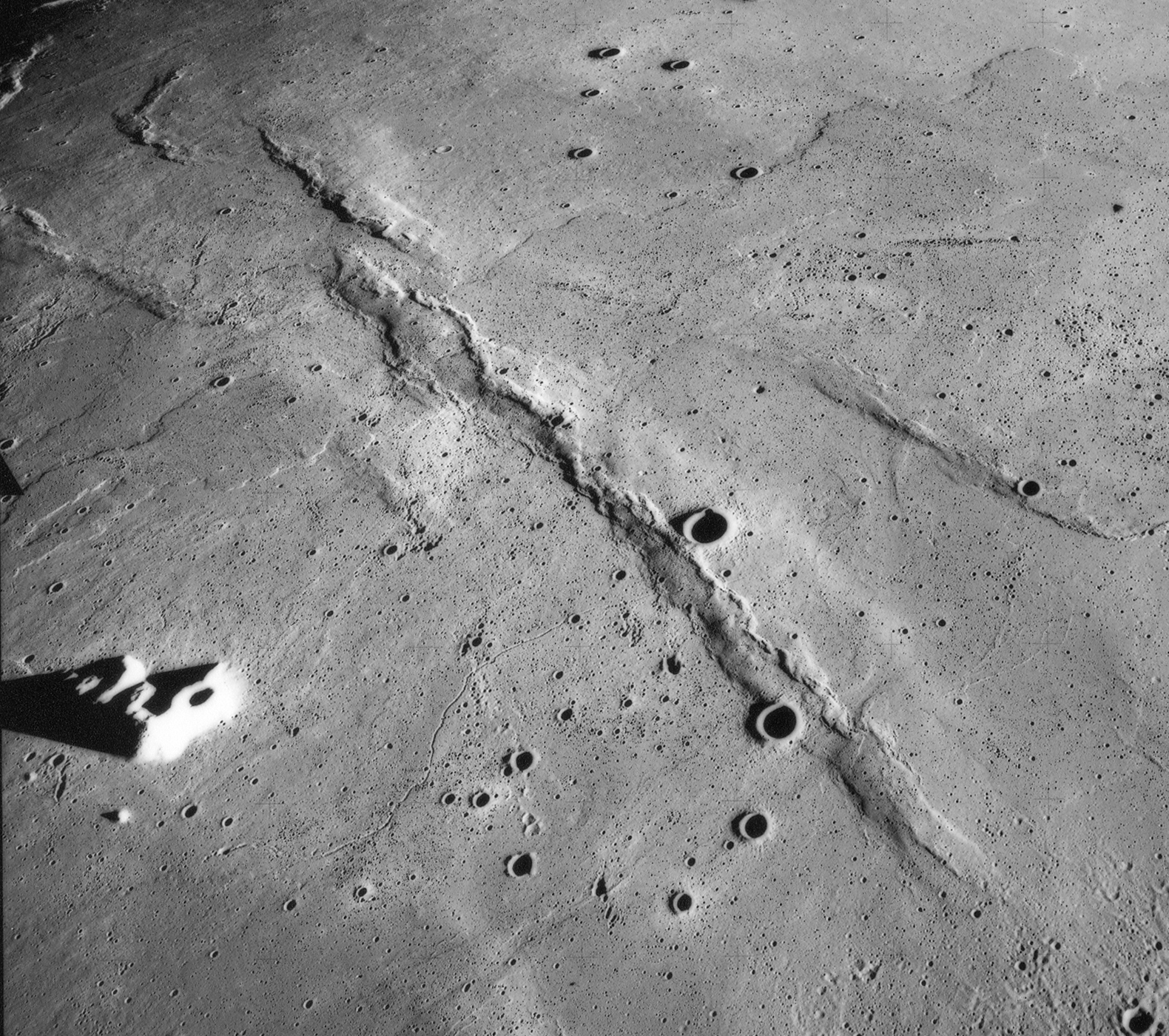
A la izquierda el Mons La Hire, en el centro la Dorsum Zirkel, con los cráteres satélite a ambos lados. Foto: Apolo 15.

Los cráteres satélite son pequeños cráteres situados próximos al accidente geográfico principal, recibiendo el mismo nombre que dicho accidente acompañado de una letra mayúscula complementaria (incluso si la formación de estos cráteres es independiente de la formación del accidente principal). 
| La Hire | Coordenadas                     | Diámetro |
| ------- | ------------------------------- | -------- |
| A       | 28°32′N 23°28′O / 28.53, -23.46 | 4.89 km  |
| B       | 27°41′N 23°02′O / 27.69, -23.03 | 3.84 km  |

Los siguientes cráteres han sido renombrados por la UAI:
- La Hire D - Véase Caventou (cráter).

## Cráteres cercanos

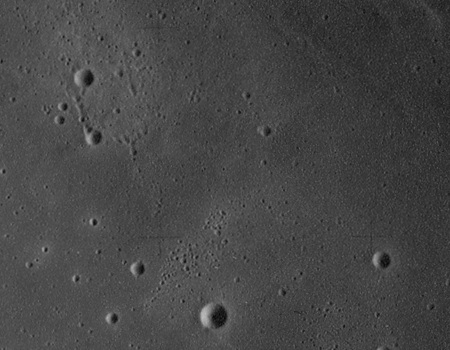
Charles (arriba ala izquierda), Mavis (debajo de Charles), y Annegrit (abajo a la derecha), al norte de Mons La Hire. El gran cráter del centro carece de nombre.

La UAI ha designado diversos pequeños cráteres de impacto situados cerca de esta montaña, enumerados en la tabla siguiente. Annegrit, Charles y Mavis se agrupan al norte y al noreste; mientras que Artemis, Felix y Verne están ubicados al sur del pico.
| Cráter   | Coordenadas                     | Diámetro | Origen del nombre         |
| -------- | ------------------------------- | -------- | ------------------------- |
| Annegrit | 29°24′N 25°36′O / 29.4, -25.6   | 1 km     | Nombre femenino alemán    |
| Charles  | 29°54′N 26°24′O / 29.9, -26.4   | 1 km     | Nombre masculino francés  |
| Mavis    | 29°48′N 26°24′O / 29.8, -26.4   | 1 km     | Nombre femenino escocés   |
| Artemis  | 25°02′N 25°22′O / 25.03, -25.36 | 2.3 km   | Nombre femenino en griego |
| Felix    | 25°06′N 25°24′O / 25.1, -25.4   | 1 km     | Nombre masculino en latín |
| Verne    | 24°54′N 25°18′O / 24.9, -25.3   | 2 km     | Nombre masculino en latín |